# Filippo Giacomo Remondini
Filippo Giacomo Remondini, var en italiensk miniatyrmålare verksam i Sverige under tidigt 1800-tal.
Remondini var troligen släkt med miniatyrmålaren Filippo Giacomo Remondini som var verksam i Genua 1788. Remondini anlände till Stockholm 1813 från S:t Petersburg och bosatte sig i Göteborg där han genom annonser i Götheborgs Tidningar sökte uppdrag som porträttmålare. Därefter var han verksam en kort period i Stockholm innan han lämnade landet 1814. Remondini är via den Wicanderska samlingen representerad med ett flertal miniatyrporträtt vid Nationalmuseum i Stockholm.